# Threskiornithidae
Los tresquiornítidos (Threskiornithidae) son una familia de aves del orden Pelecaniformes (antes incluida en el orden Ciconiiformes y se conocían como Plataleidae). Incluye 32 especies de grandes aves terrestres, con dos subfamilias, los ibis y las espátulas.

## Características
Los miembros de esta familia tienen cráneo desmognato, con 16-20 vértebras cervicales y pies anisodáctilos. Tienen las alas largas y anchas con 11 plumas primarias y aproximadamente 20 secundarias. Son buenos voladores, a pesar de su tamaño y peso. El cuerpo es alargado, el cuello más aún, y las patas bastante largas. El pico es largo y, salvo en las espátulas, curvo.

## Historia natural

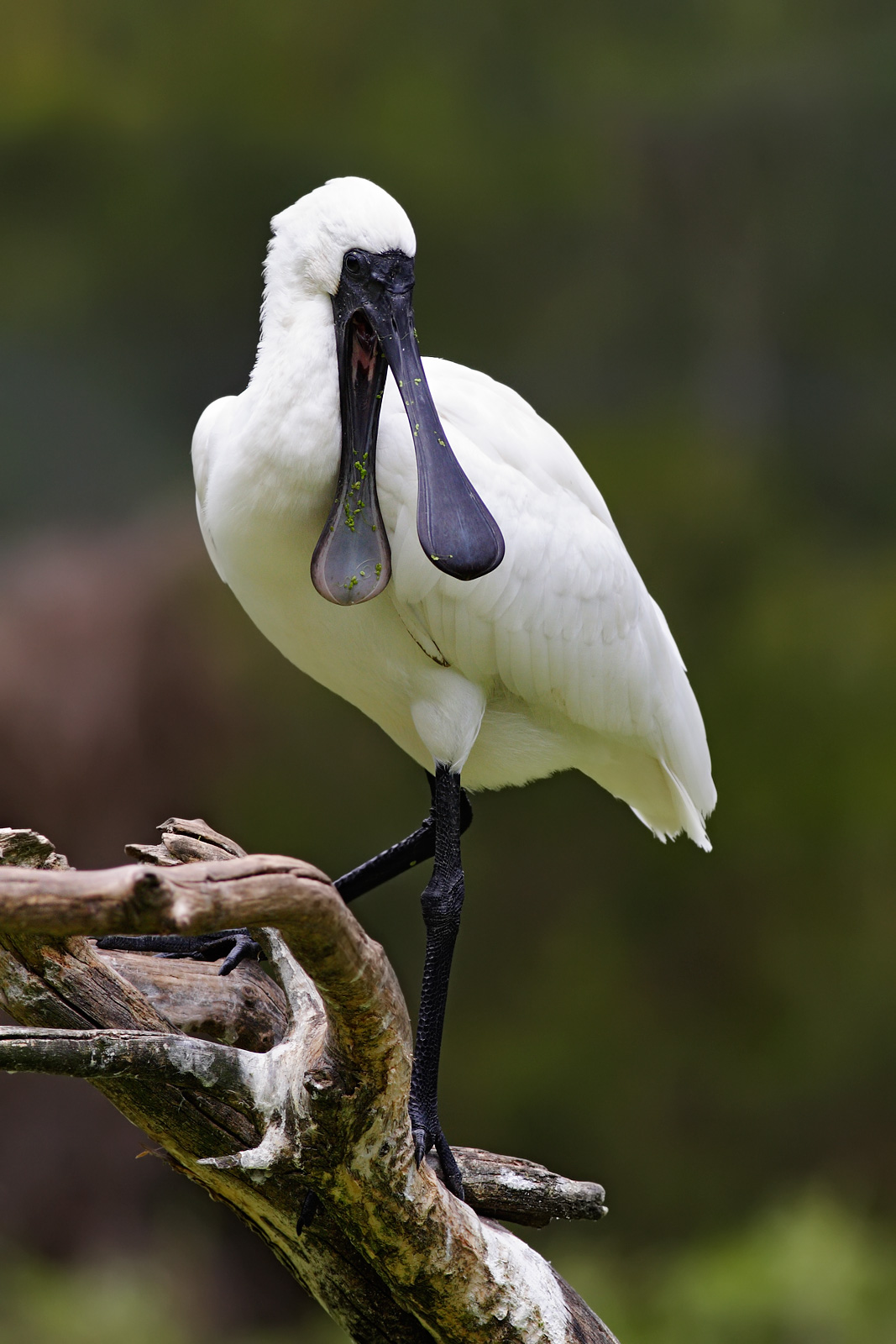
Espátula real con el pico abierto. Foto tomada en Victoria, Australia, en marzo de 2008.

Su distribución geográfica es prácticamente mundial, encontrándose cerca de cualquier laguna de agua dulce o salobre léntica o lótica. También se encuentran ibis en áreas más secas. Todas las especies son de animales diurnos; se alimentan de una gama amplia de invertebrados y de vertebrados pequeños: los ibis sondean en la tierra o en el barro, las espátulas sobrevolando aguas poco profundas. Por la noche, duermen en árboles cerca del agua. Son gregarios: se alimentan, duermen y vuelan juntos, a menudo en formación.
Anidan en colonias, a menudo en grupos pequeños o individualmente como los pico cuchara, casi siempre en árboles que cuelgan sobre el agua, pero a veces en islas o en islas pequeñas en los pantanos.
Generalmente, las hembras construyen una estructura grande de cañas y ramitas traídas por el macho. Ambos sexos incuban, y después de salidas las crías del cascarón las alimentan por regurgitación. Dos o tres semanas después de salir del cascarón, la cría ya no necesita ser empollada continuamente y puede dejar el nido, pasando a formar parte de la bandada, cerca de los padres para ser alimentado.

## Especies
Subfamilia  Threskiornithinae (ibis)
- Género Eudocimus
  - Eudocimus albus - Ibis blanco americano
  - Eudocimus ruber - Ibis escarlata
- Género Plegadis
  - Plegadis falcinellus - Morito común
  - Plegadis chihi - Morito cariblanco
  - Plegadis ridgwayi - Morito de la Puna
- Género  Lophotibis
  - Lophotibis cristata - Ibis crestado de Madagascar
- Género  Cercibis
  - Cercibis oxycerca - Ibis rabudo
- Género Mesembrinibis
  - Mesembrinibis cayennensis - Ibis verde
- Género Phimosus
  - Phimosus infuscatus - Ibis afeitado
- Género Theristicus
  - Theristicus branickii - Bandurria andina
  - Theristicus caerulescens - Bandurria mora
  - Theristicus caudatus - Bandurria común
  - Theristicus melanopis - Bandurria de collar
- Género  Threskiornis
  - Threskiornis aethiopicus - Ibis sagrado
  - Threskiornis bernieri - Ibis sagrado de Madagascar
  - Threskiornis melanocephalus
  - Threskiornis moluccus
  - Threskiornis solitarius † (Extinto)
  - Threskiornis spinicollis
- Género Pseudibis
  - Pseudibis papillosa
  - Pseudibis davisoni
  - Pseudibis gigantea
- Género Geronticus 
  - Geronticus eremita
  - Geronticus calvus
- Género Nipponia
  - Nipponia nippon
- Género Bostrychia
  - Bostrychia bocagei - Ibis de Santo Tomé
  - Bostrychia olivacea - Ibis oliváceo
  - Bostrychia rara - Ibis manchado
  - Bostrychia hagedash - Ibis Hadada
  - Bostrychia carunculata - Ibis carunculado

Subfamilia Plateinae (espátulas)
- Género Platalea
  - Platalea alba - Espátula africana
  - Platalea leucorodia
  - Platalea regia
  - Platalea minor
  - Platalea flavipes
  - Platalea ajaja